# الأحمدية في فلسطين
الأحمدية في الأراضي الفلسطينية هي طائفة صغيرة من الإسلام في المناطق الخاضعة للسيطرة الفلسطينية في الضفة الغربية وقطاع غزة. المجتمع، الذي لا يعترف به المسلمون العاديون على أنّه إسلامي حقيقي، يواجه الاضطهاد ويعاني من القيود الزوجية التي تفرضها المحاكم الشرعية المحلية. على الرغم من عدم توفر تقديرات، تشير التقارير إلى أنه قد يكون هناك "عشرات" من المسلمين الأحمديين الفلسطينيين في الضفة الغربية.

## التاريخ
تُشارك الجماعة الإسلامية الأحمدية في فلسطين تاريخها المبكر مع تاريخ الجماعة الإسلامية الأحمدية في إسرائيل، عندما قام الخليفة الثاني للجماعة، ميرزا بشير الدين محمود أحمد، بجولة في الشرق الأوسط عام 1924 وزار القدس، فيما كان ثم الانتداب البريطاني على فلسطين. كان أول المتحولين إلى الحركة ينتمون إلى قبيلة عودة الذين نشأوا في قرية نعلين الصغيرة الواقعة شمال غرب القدس. في الخمسينيات، بعد قيام دولة إسرائيل، غادر العديد من الأحمديين الفلسطينيين نعلين واستقروا في حيفا، إسرائيل. 

## الوضع الحالي

### الضفة الغربية
التجمع مُنتشر في جميع أنحاء الضفة الغربية وهو موجود في غالبية المحافظات. وفقًا لرئيس الجماعة الإسلامية الأحمدية في إسرائيل، هناك "اتجاه متزايد لفلسطيني الضفة الغربية للانضمام إلى الطائفة الأحمدية". تُصنف تعاليم الأحمدية على أنها ردة من قبل رجال الدين المعينين من قبل السلطة الوطنية الفلسطينية، مما ترك العديد من أعضائها عرضة للاضطهاد. ورغم أن عقوبة الإعدام لا تُفرض على الأحمديين الفلسطينيين على الرغم من قوانين الردة التي تنص على عقوبة الإعدام، فقد تعرض الأحمديون للضرب ودمرت مُمتلكاتهم. ورفض مسؤولو السلطة الفلسطينية الدعوات للدفاع عن حقوق المسلمين الأحمديين، قائلين إن وضعهم في يد المحاكم.
أبلغ المسلمون الأحمديون عن حالات قامت فيها المحاكم الشرعية المحلية بإلغاء زواج العديد من الأزواج الأحمديين، مما ترك العديد منهم في مأزق قانوني. في طولكرم، وصفت محكمة محلية زوجين من الأحمديين بالارتداد وأبطلت زواجهما. وقد لقي زوجان آخران، من نفس البلدة، حيث كان الزوج فقط من الأحمديين، مصيرًا مشابهًا. وبحسب زعماء الأحمديين، فقد أمر رجل مسلم أحمدي من نابلس بتطليق زوجته والتخلي عن مُمتلكاته.
في فبراير 2014، اعتقلتْ دائرة المباحث العامة الفلسطينية في الخليل 3 مسلمين أحمديين عندما حاولوا الحصول على إذن لتوزيع منشورات تتعلق بدينهم. بتهمة إثارة النعرات الطائفية، تم إحالتهم إلى النيابة العامة للتحقيق معهم. أصدرت محكمة قرارًا بتمديد حبسهم على ذمة التحقيق. في غضون أيام قليلة، اعتقلت الشرطة الفلسطينية في الخليل ثمانية آخرين من المسلمين الأحمديين بتهمة توزيع منشورات. ومثلوا جميعًا لاحقًا أمام محكمة الصلح في الخليل التي أصدرت قرارًا بتمديد اعتقالهم إلى 15 يومًا إضافيًا.

### قطاع غزة
للجماعة وجود في المُدن الرئيسية في جميع أنحاء قطاع غزة، بما في ذلك مدينة غزة وخان يونس ورفح.